# Nane (Bułgaria)
Nane (bułg. Нане) – wieś w Bułgarii, w obwodzie Kyrdżali, w gminie Kirkowo. Tę miejscowość zamieszkuje jedna osoba.